# Бурцево (городской округ Кашира)
Бурцево — деревня в городском округе Кашира Московской области.

## География
Находится в южной части Московской области на расстоянии приблизительно 17 км на юго-восток по прямой от железнодорожной станции Кашира.

## История
Известна с 1578 года как сельцо помещика Бабина с 11 дворами. Название дано по фамилии первого владельца. В дальнейшем сельцо переходило к разным хозяевам до 1861 года, когда здесь было учтено 12 дворов, в 1917 — 27, в 1945 — 30, в 1995 — 8. В советское время работали колхозы «Красное Бурцево», «Светлый путь», совхоз «Ледово». До 2015 года входила в состав сельского поселения Домнинского Каширского района.

## Население
Постоянное население составляло 192 человека (1861 год), 186 (1917), 70 (1995), 264 в 2002 году (русские 99 %), 245 в 2010.